# Ofidiofobia
L'ofidiofobia (dal greco ὄφις ophis "serpente" e φοβία phobia "paura") è la paura morbosa degli ofidi (l'ordine dei rettili apodi che comprende tutti i serpenti) e, talora, delle forme serpentine in generale.
La fobia può presentarsi con carattere irrazionale, eccessivo o persistente. Si possono generare delle condotte di evitamento come ad esempio evitare di camminare nell'erba alta o in qualsiasi zona in cui questi animali possano nascondersi facilmente, perfino nelle regioni dove è esclusa con assoluta certezza la presenza di ofidi di qualsiasi specie.

## Epidemiologia
È la zoofobia più frequente 

## Nella cultura di massa
- Nella serie di film Indiana Jones l'omonimo protagonista soffre di questa fobia
- Nella saga fantasy I segreti di Nicholas Flamel, l'immortale anche Josh Newman (Gemello di Sophie e protagonista maschile) ne soffre
- Nel film Snakes on a Plane il partner dell'agente Neville Flynn, John Sanders, soffre di Ofidiofobia.

Altre comuni zoofobie sono l'aracnofobia e la cinofobia.